# Živá voda (album, Hana Zagorová)
Živá voda je třinácté studiové album Hany Zagorové nahrané v Studio Mozarteum + Hrnčíře. Album vyšlo roku 1988. Hudební aranžmá vytvořil Karel Vágner se svým orchestrem.

## Seznam skladeb
Strana A:
1. Srážka s láskou (Jan Rotter/Michal Horáček) 3:46
2. Větroplach (Bohuslav Ondráček/Michal Horáček) 3:05
3. Už si nevzpomínám (Ota Petřina/Michal Horáček) 2:31
4. S loudilem v patách (Pavel Krejča/Michal Horáček) 3:26
5. Skleněné sny (Vítězslav Hádl/Hana Zagorová) 3:37
6. Chvíli jsem balónem (Karel Vágner/Michal Horáček) 2:36
7. Bourá se dům (Jan Neckář/Michal Horáček) 3:51

Strana B:
1. Drápkem se zachytím (Ota Petřina/Michal Horáček) 3:31
2. Smiřování (Pavel Krejča/Zdeněk Rytíř) 3:51
3. Jako jindy (Karel Vágner/Hana Zagorová) 2:37
4. Zemětřesení (Vašek Vašák/Michal Horáček) 3:57
5. Velká krádež (Jan Rotter/Michal Horáček) 3:34
6. Živá voda (Jiří Zmožek/Michal Horáček) 4:45